# Oscar von Knorring
Eric Oscar von Knorring, född 23 februari 1823 på Mariefors, Leksbergs socken, död 25 december 1891 i Stockholm, var en svensk militär, kompositör och författare.

## Biografi
Oscar von Knorring var son till överste Berndt Ulric von Knorring. Han blev 1840 sergeant vid livbeväringsregementet och samma år student vid Uppsala universitet. von Knorring avlade 1842 officersexamen och blev därefter 1842 underlöjtnant vid Västerbottens fältjägarkår. Han befordrades 1846 till löjtnant och deltog som frivillig premiärlöjtnant från 28 mars till 26 september 1849 vid 1:a danska jägarkåren under Slesvig-holsteinska kriget. Under kriget deltog han bland annat i slaget vid Kolding och slaget vid Eistrup och utmärkte sig vid Kolding för tapperhet. Under kriget skrev han även skildringar som publicerades i den danska tidningen Synglaset. Han kom 1864 att utge Minnen från fälttåget i Danmark 1849 af En svensk frivillig. von Knorring deltog vid riksdagarna 1847-1848, 1850-1851, 1853-1854, 1856-1858, 1862-1863 och 1865-1866. Han blev 1853 löjtnant vid Livbeväringsregementet och genomgick 1855 en skjutskola Vincennes. År 1859 var han kurir till Sankt Petersburg och tjänstgjorde 1860-1862 som extraordinarie adjutant i Krigskollegium
von Knorring befordrades 1861 till kapten och tjänstgjorde som konduktör vid uppröjning och upprustning av gränsen mellan Sverige och Norge 1864, 1866, 1871, 1872 och 1879. 1867 fick han en post vid livbeväringsregementet som kapten. Genom vänskap med Ohan Demirgian blev han inbjuden till invigningen av Suezkanalen 1869 dit han reste tillsammans med Henrik Ibsen. De båda var tidigare bekanta men under resan uppstod en nära vänskap som resulterade i en femårig brevväxling. von Knorring rapporterade som utrikeskorrespondent om invigningen till Stockholms Dagblad. Han kom senare även att beskriva resan i reseskildringen Två månader i Egypten (1873). von Knorring företog även en mängd andra privata resor till Italien, Frankrike och Ryssland och var mycket språkkunnig. År 1867 besökte han under en Rysslandsresa det militära övningslägret i Krasnoje Selo och gav vid hemkomsten en detaljerad beskrivning av ryska armén och flottans nya organisation vilken gjorde att Karl XV belönade honom med en gratifikation. År 1874 utgav han reseskildringen Genom Lappland, Skåne o Seeland.
von Knorring umgicks vid hovet och var en framstående pianospelare, han spelade bland annat vid hovbalerna. Han komponerade även marscher och dansmusik. År 1870 anlitades von Knorring av Karl XV då denne ville ordna sin konst- och antikvitetssamling. Han blev 1872 befordrad till major och erhöll 1874 majors grad vid Norrbottens fältjägarkår. von Knorring erhöll 1880 överstelöjtnants avsked från armén. Under ett besök hos August Abrahamson på Nääs slott 1882 för att göra ett reportage träffade han dennes systerdotter Sophie Elkan och blev förälskad i henne. von Knorring försökte uppvakta henne men fick inget gensvar. Han försökte i stället övertala henne till ett litterärt samarbete, men fick avslag även där. När hennes bok I dur o moll kom ut upptäckte han att han blivit parodierad på ett som han upplevde orättvist sätt i boken. Trots det försökte han även efter detta att få till stånd ett litterärt samarbete, men fortfarande utan framgång. von Knorring hade länge haft en önskan om att få skildra svenskarnas insatser i Normandie och lyckades få James Fredrik Dickson att sponsra en Frankrikeresa. Någon bok kom dock aldrig ut, sedan Emil Hildebrand som fått uppdraget att granska hans manuskript 1887 kom med mycket hård kritik mot hans utkast varvid von Knorring släppte planerna.